# Władimir Maminow
Władimir Aleksandrowicz Maminow (ros. Владимир Александрович Маминов, ur. 4 września 1974 w Moskwie) – uzbecki piłkarz grający na pozycji ofensywnego pomocnika. Posiada także obywatelstwo rosyjskie.

## Kariera klubowa
Maminow urodził się w Moskwie, ale posiada obywatelstwo uzbeckie. Wychował się w tamtejszym klubie Lokomotiw Moskwa i w 1992 roku zadebiutował w jego rezerwach. Rok później, w sezonie 1993 rozegrał swoje pierwsze spotkanie w pierwszej lidze Rosji. Od sezonu 1996 był podstawowym zawodnikiem Lokomotiwu i osiągnął z nim wówczas swój pierwszy sukces - zdobył Puchar Rosji. W 1997 roku ponownie sięgnął z Lokomotiwem po krajowy puchar, a w 1998 roku dotarł do półfinału Pucharu Zdobywców Pucharów, z którego Lokomotiw odpadł po dwumeczu z VfB Stuttgart (1:2, 0:1). W 1999 roku ponownie zagrał w 1/2 PZP, w jego ostatniej edycji. Zespół z Moskwy tym razem przegrał w dwumeczu z S.S. Lazio. W 2000 roku Uzbek zdobył swój trzeci w karierze Puchar Rosji, a w 2001 roku wygrał go po raz czwarty. W 2002 roku wywalczył swoje pierwsze mistrzostwo Rosji w sportowej karierze, a w 2004 roku powtórzył to osiągnięcie. Od sezonu 2006 był rezerwowym w Lokomotiwie. W 2007 roku zdobył swój piąty puchar, a po sezonie 2008 zdecydował się zakończyć piłkarską karierę. W barwach Lokomotiwu rozegrał 291 meczów w rosyjskiej Premier Lidze, w których zdobył 31 goli.
| Sezon | Klub             | Kraj  | Rozgrywki    | Mecze | Bramki |
| ----- | ---------------- | ----- | ------------ | ----- | ------ |
| 1993  | Lokomotiw Moskwa | Rosja | Premier Liga | 2     | 0      |
| 1994  | Lokomotiw Moskwa | Rosja | Premier Liga | 11    | 1      |
| 1995  | Lokomotiw Moskwa | Rosja | Premier Liga | 11    | 1      |
| 1996  | Lokomotiw Moskwa | Rosja | Premier Liga | 31    | 3      |
| 1997  | Lokomotiw Moskwa | Rosja | Premier Liga | 31    | 6      |
| 1998  | Lokomotiw Moskwa | Rosja | Premier Liga | 19    | 3      |
| 1999  | Lokomotiw Moskwa | Rosja | Premier Liga | 21    | 3      |
| 2000  | Lokomotiw Moskwa | Rosja | Premier Liga | 17    | 2      |
| 2001  | Lokomotiw Moskwa | Rosja | Premier Liga | 25    | 5      |
| 2002  | Lokomotiw Moskwa | Rosja | Premier Liga | 28    | 4      |
| 2003  | Lokomotiw Moskwa | Rosja | Premier Liga | 23    | 2      |
| 2004  | Lokomotiw Moskwa | Rosja | Premier Liga | 18    | 1      |
| 2005  | Lokomotiw Moskwa | Rosja | Premier Liga | 20    | 0      |
| 2006  | Lokomotiw Moskwa | Rosja | Premier Liga | 5     | 0      |
| 2007  | Lokomotiw Moskwa | Rosja | Premier Liga | 9     | 0      |
| 2008  | Lokomotiw Moskwa | Rosja | Premier Liga | 17    | 0      |

## Kariera reprezentacyjna
W reprezentacji Uzbekistanu Maminow zadebiutował w 2001 roku. Do 2005 roku rozegrał w niej 12 spotkań, w których zdobył 3 gole.

## Kariera trenerska
28 kwietnia 2009 roku Maminow został trenerem Lokomotiwu Moskwa. Na tym stanowisku zastąpił Tadżyka Raszida Rachimowa, zwolnionego z klubu za słaby start sezonu 2009.